# Cimetière des Jésuites
Le cimetière des Jésuites, ou cimetière de La Ressource, est un cimetière de l'île de La Réunion, département et région d'outre-mer français dans le sud-ouest de l'océan Indien. Situé à La Ressource, dans les Hauts de la commune de Sainte-Marie, il fut établi au milieu du XIXe siècle pour accueillir les dépouilles des personnels de l'établissement de La Ressource, animé par des Jésuites. Il accueille en outre des membres de la famille Gaudin de Lagrange, propriétaire des lieux après la fermeture de l'établissement, et notamment la femme de lettres Anne-Mary Gaudin de Lagrange, morte en 1943.